# Yangqin

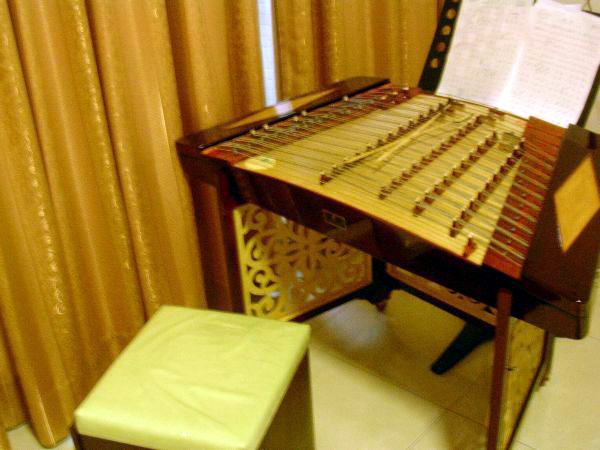
Uno yangqin

Lo yangqin (cinese semplificato: 扬琴; cinese tradizionale: 揚琴; pinyin: yángqín) è un cordofono cinese a percussione.

## Origine
Nato dal salterio, tipico strumento dell'Asia centrale, fu importato in Cina all'epoca della dinastia Ming ed in seguito perfezionato; per questa origine esterna è anche detto "qin straniero".
È tuttora utilizzato nella regione di Canton, ed è stato introdotto in Cambogia e Thailandia.

## Struttura

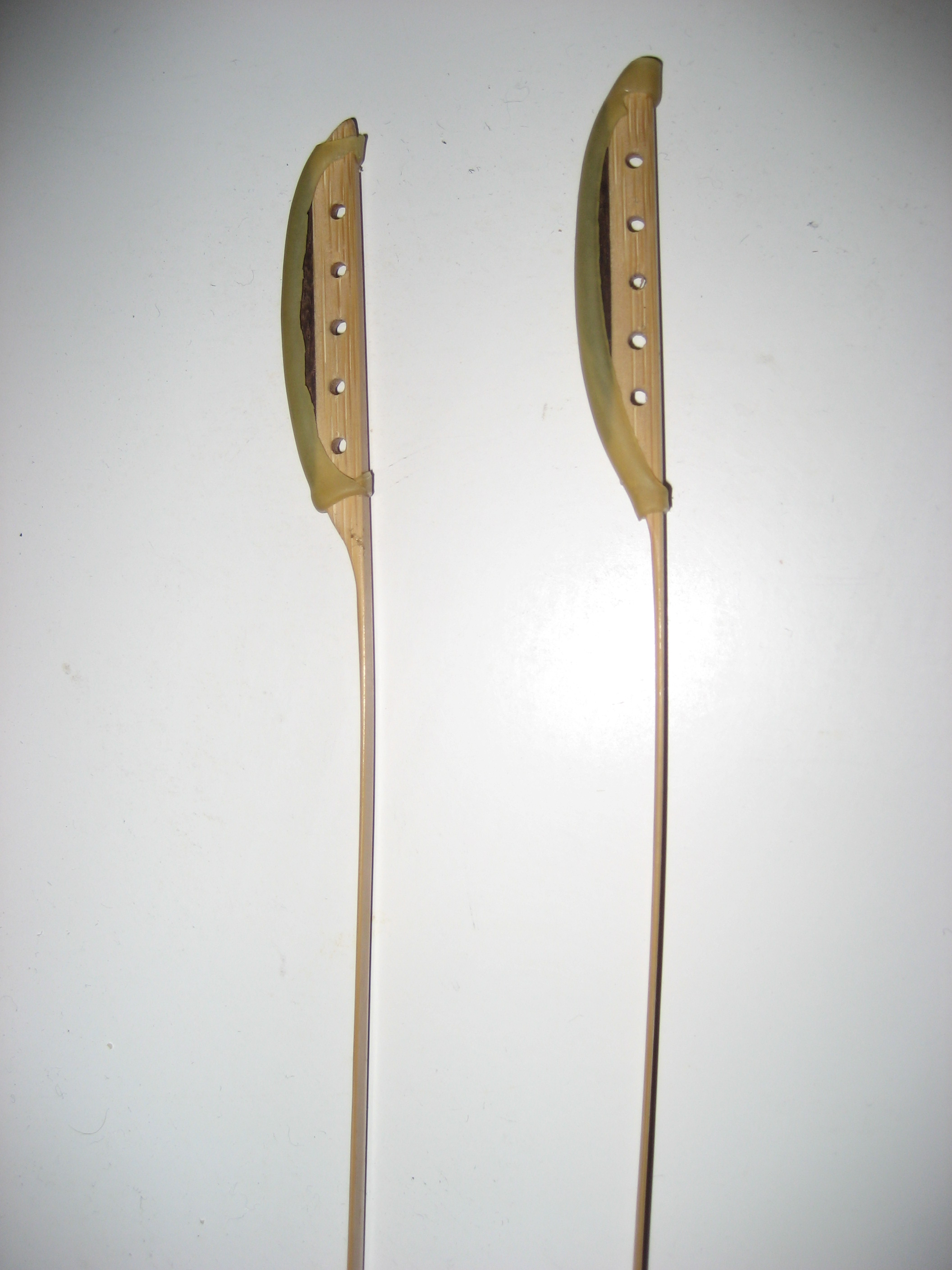
Dei martelletti di bamboo

È solitamente costituito da una cassa di risonanza in legno (per la quale forma lo strumento è anche chiamato "qin della farfalla") su cui sono tese delle corde di metallo dal suono molto delicato percosse con dei martelletti di bamboo.
Può essere utilizzato sia come strumento solista che d'insieme; compare infatti nell'orchestra tradizionale cinese.